# Rafał Krzyśka
Rafał Ryszard Krzyśka (ur. 3 kwietnia 1987) – polski futsalista, bramkarz, trener, reprezentant Polski, obecnie jest zawodnikiem występującego w ekstraklasie Clearex Chorzów. 
Wcześniej był grającym trenerem Gwiazdy Ruda Śląska. Występował także w Radanie Gliwice, z którym dwukrotnie zdobył wicemistrzostwo Polski U-21 (2002, 2005) i raz trzecie miejsce (2006). Kadrowicz reprezentacji Polski, z którą m.in. uczestniczył w eliminacjach Mistrzostw Europy. W sezonie 2013/2014 był grającym trenerem GKS-u Tychy, z którym zajął ostatnie miejsce w ekstraklasie i spadł do I ligi. Od sezonu 2014/2015 jest zawodnikiem GAF Jasna Gliwice. Był trenerem brązowych (U-20) i złotych (U-14) medalistów mistrzostw Polski. Po sezonie 2014/15 został wypożyczony na pół roku do AZS UŚ Katowice.

## Kariera reprezentacyjna
Rafał Krzyśka w 2010 roku wziął udział w Akademickich Mistrzostwach Świata, w których Polska zajęła 5. miejsce.
Po raz pierwszy do reprezentacji Polski A powołany został w 2013 na eliminacje do Mistrzostw Europy. 16 listopada 2013 Krzyśka wpisał się na listę strzelców w meczu z Gibraltarem. 

### Mecze w reprezentacji Polski
| l.p. | Data                 | Przeciwnik | Rezultat | Rozgrywki  | Uwagi |
| ---- | -------------------- | ---------- | -------- | ---------- | ----- |
| 1.   | 27 marca 2013        | Serbia     | 0-2      | el. ME     |       |
| 2.   | 28 marca 2013        | Portugalia | 2-5      | el. ME     |       |
| 3.   | 30 marca 2013        | Grecja     | 3-4      | el. ME     |       |
| 4.   | 2 września 2013      | Węgry      | 2-1      | towarzyski |       |
| 5.   | 3 września 2013      | Słowacja   | 0-3      | towarzyski |       |
| 6.   | 4 września 2013      | Czechy     | 3-5      | towarzyski |       |
| 7.   | 29 października 2013 | Słowenia   | 2-2      | towarzyski |       |
| 8.   | 30 października 2013 | Słowenia   | 1-5      | towarzyski |       |
| 9.   | 16 listopada 2013    | Gibraltar  | 13-1     | towarzyski | Gol   |
| 10.  | 17 listopada 2013    | Turcja     | 4-1      | towarzyski |       |
| 11.  | 19 listopada 2013    | Białoruś   | 3-5      | towarzyski |       |
| 12.  | 23 kwietnia 2014     | Rumunia    | 3-3      | towarzyski |       |
| 13.  | 24 kwietnia 2014     | Rumunia    | 5-4      | towarzyski |       |
| 14.  | 9 maja 2014          | Ukraina    | 5-1      | towarzyski |       |
| 15.  | 10 maja 2014         | Ukraina    | 3-1      | towarzyski |       |
| 16.  | 18 marca 2015        | Białoruś   | 0:0      | el. ME     |       |
| 17.  | 19 marca 2015        | Finlandia  | 2:3      | el. ME     |       |
| 18.  | 21 marca 2015        | Włochy     | 3:6      | el. ME     |       |
| 19.  | 2 września 2015      | Czechy     | 2:5      | towarzyski |       |
| 20.  | 3 września 2015      | Węgry      | 6:2      | towarzyski |       |
| 21.  | 4 września 2015      | Słowacja   | 1:1      | towarzyski |       |
| 22.  | 14 listopada 2015    | Anglia     | 2:1      | towarzyski |       |
| 23.  | 15 listopada 2015    | Anglia     | 6:1      | towarzyski |       |
| 24.  | 10 grudnia 2015      | Portugalia | 2:6      | el. MŚ     |       |
| 25.  | 11 grudnia 2015      | Rumunia    | 8:1      | el. MŚ     |       |
| 26.  | 13 grudnia 2015      | Norwegia   | 3:2      | el. MŚ     |       |
| 27.  | 25 stycznia 2016     | Hiszpania  | 2:9      | towarzyski |       |
| 28.  | 22 marca 2016        | Kazachstan | 1:1      | el. MŚ     |       |
| 29.  | 12 kwietnia 2016     | Kazachstan | 0:7      | el. MŚ     |       |